# 矮羊茅
矮羊茅（学名：Festuca coelestfs）是一种禾本科植物。这种植物分布于中国新疆天山、准噶尔西部山地及西藏；此外在克什米尔、中亚也有。